# Ensis directus
Ensis directus är en musselart som beskrevs av Conrad 1843. Ensis directus ingår i släktet Ensis och familjen knivmusslor. Arten kommer från början från Nordamerika och har av misstag blivit introducerad i Europa där den nu uppträder som en invasiv art. Den var länge känd under dess synonym E. americanus.

## Bildgalleri

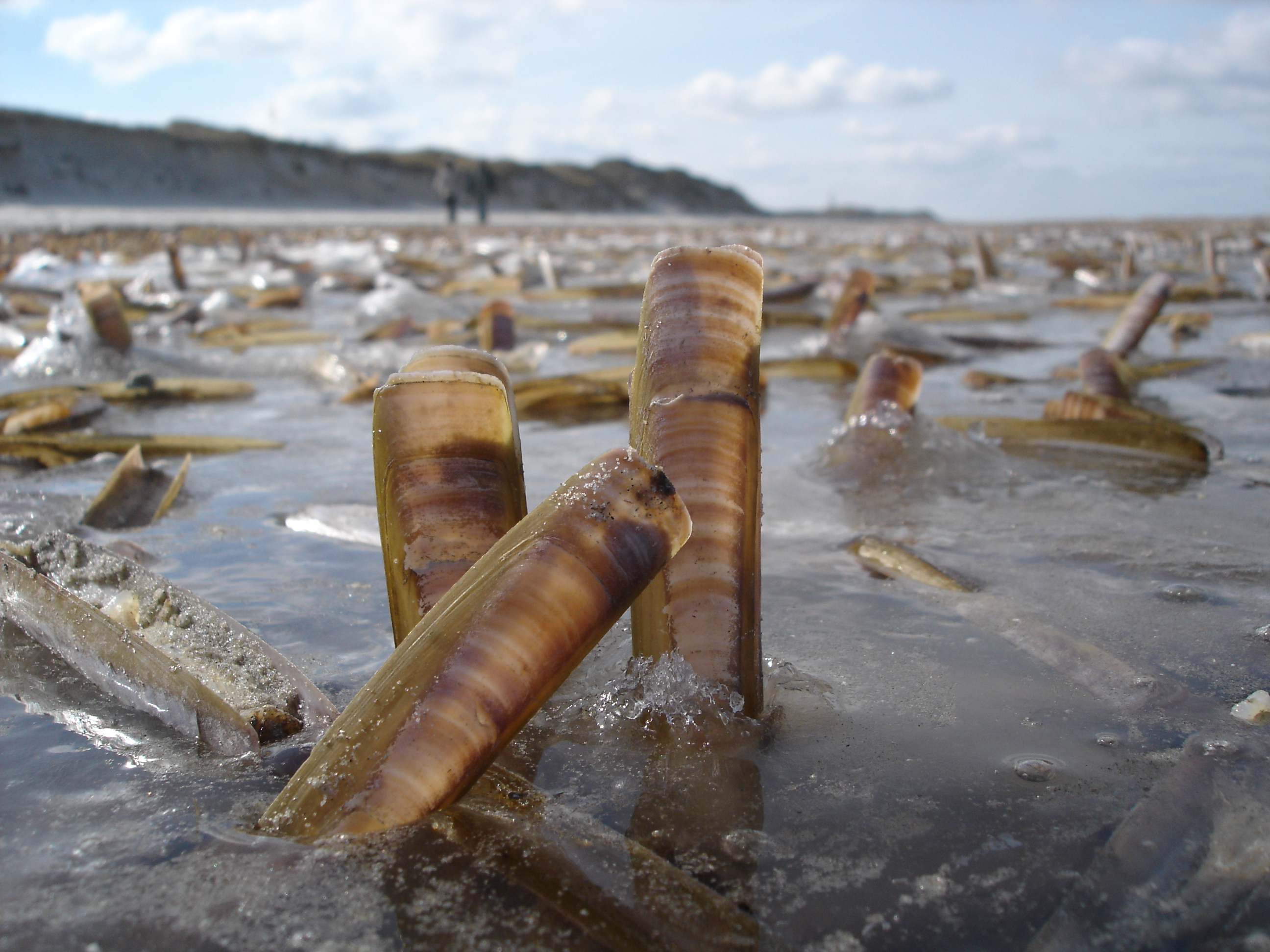
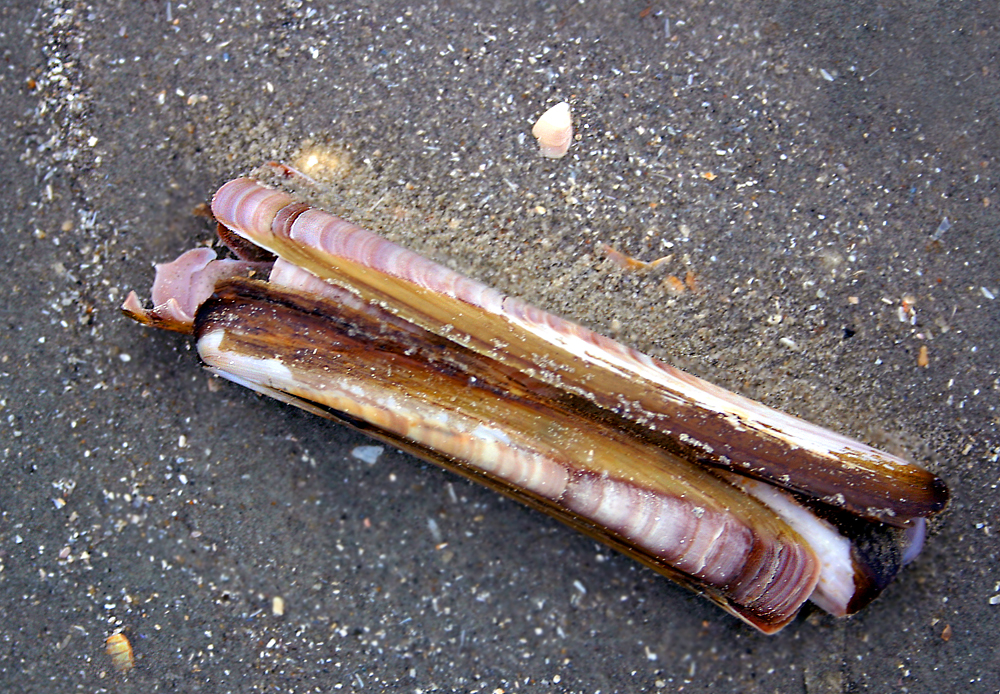
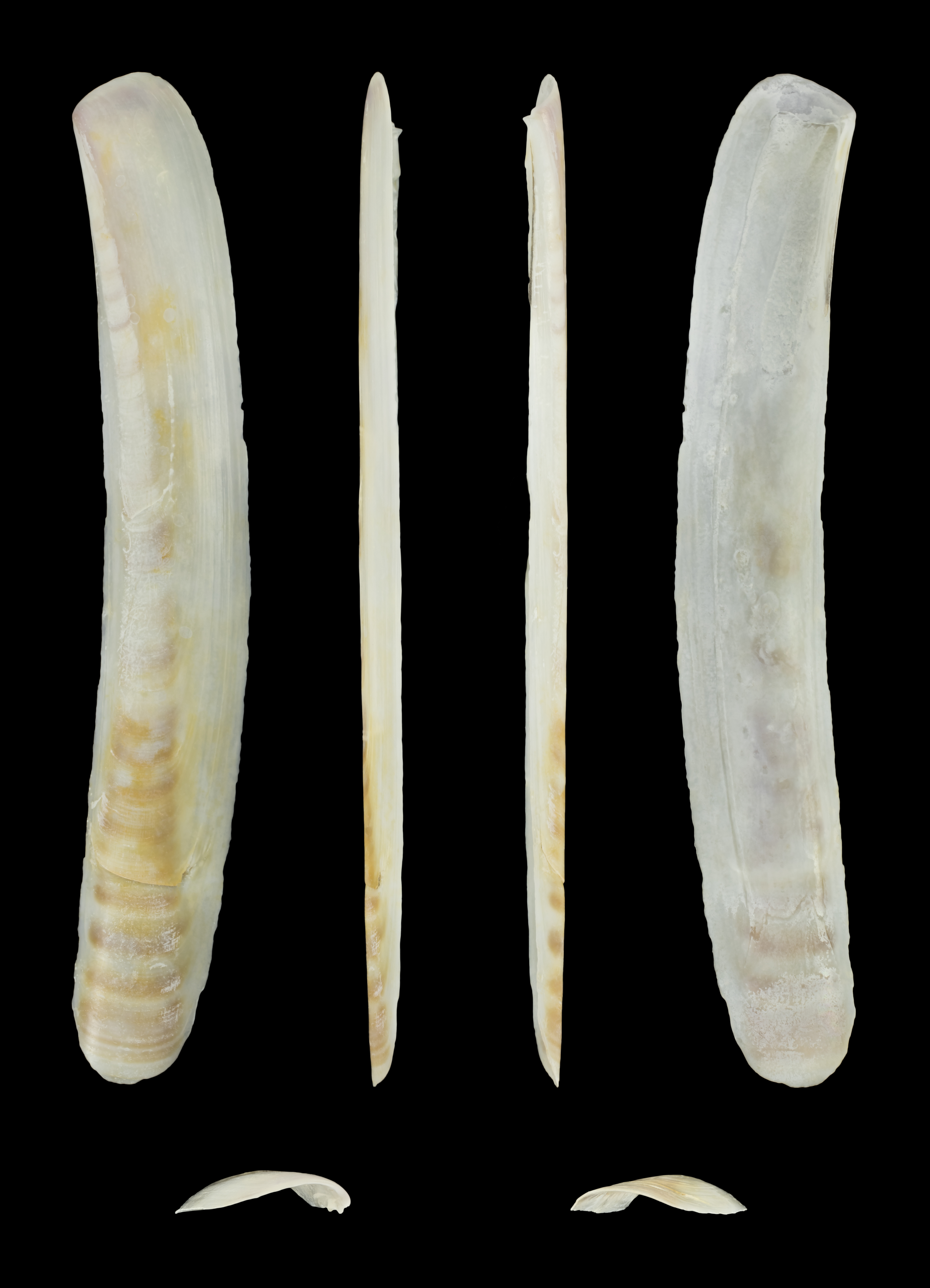
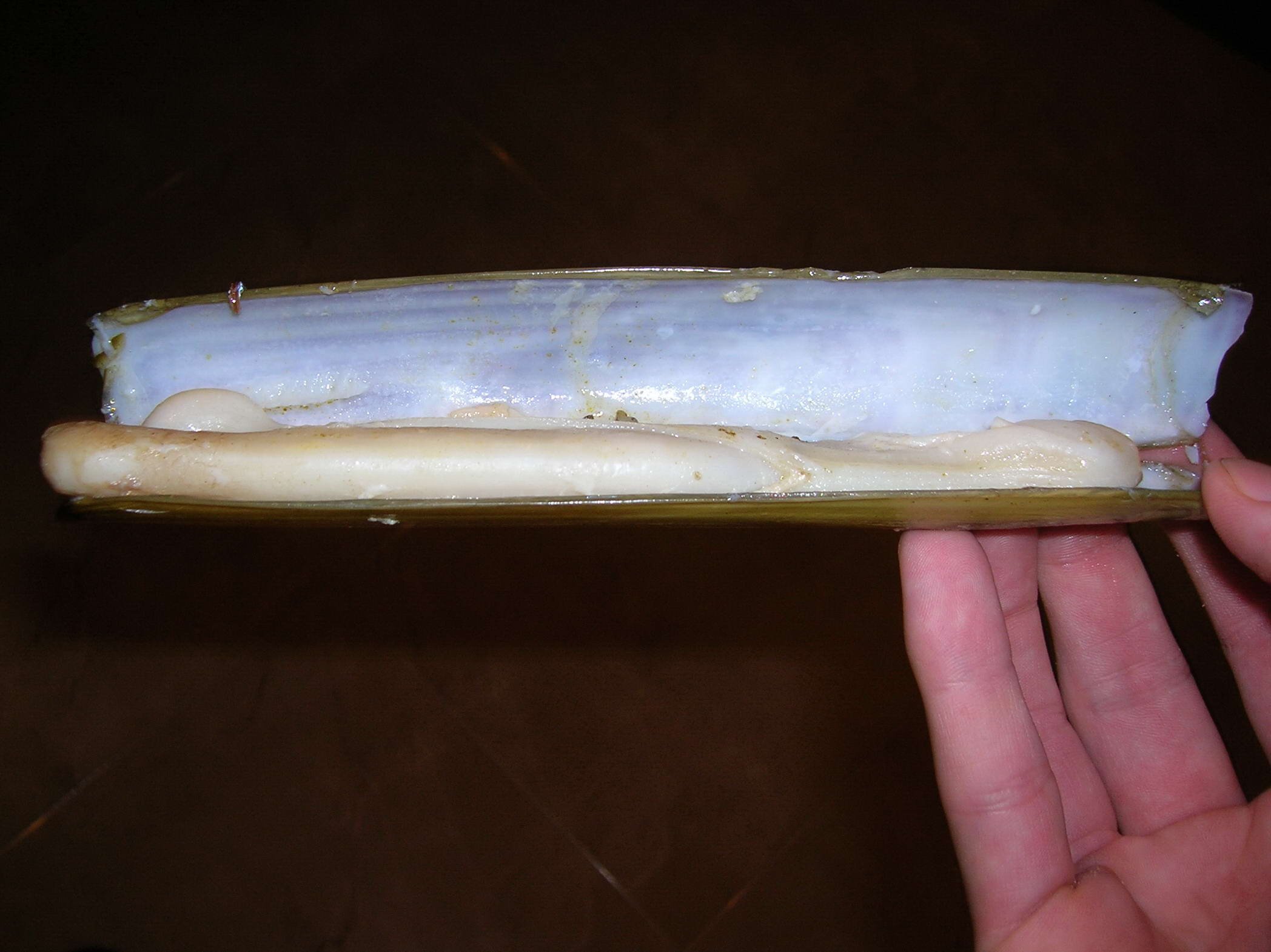
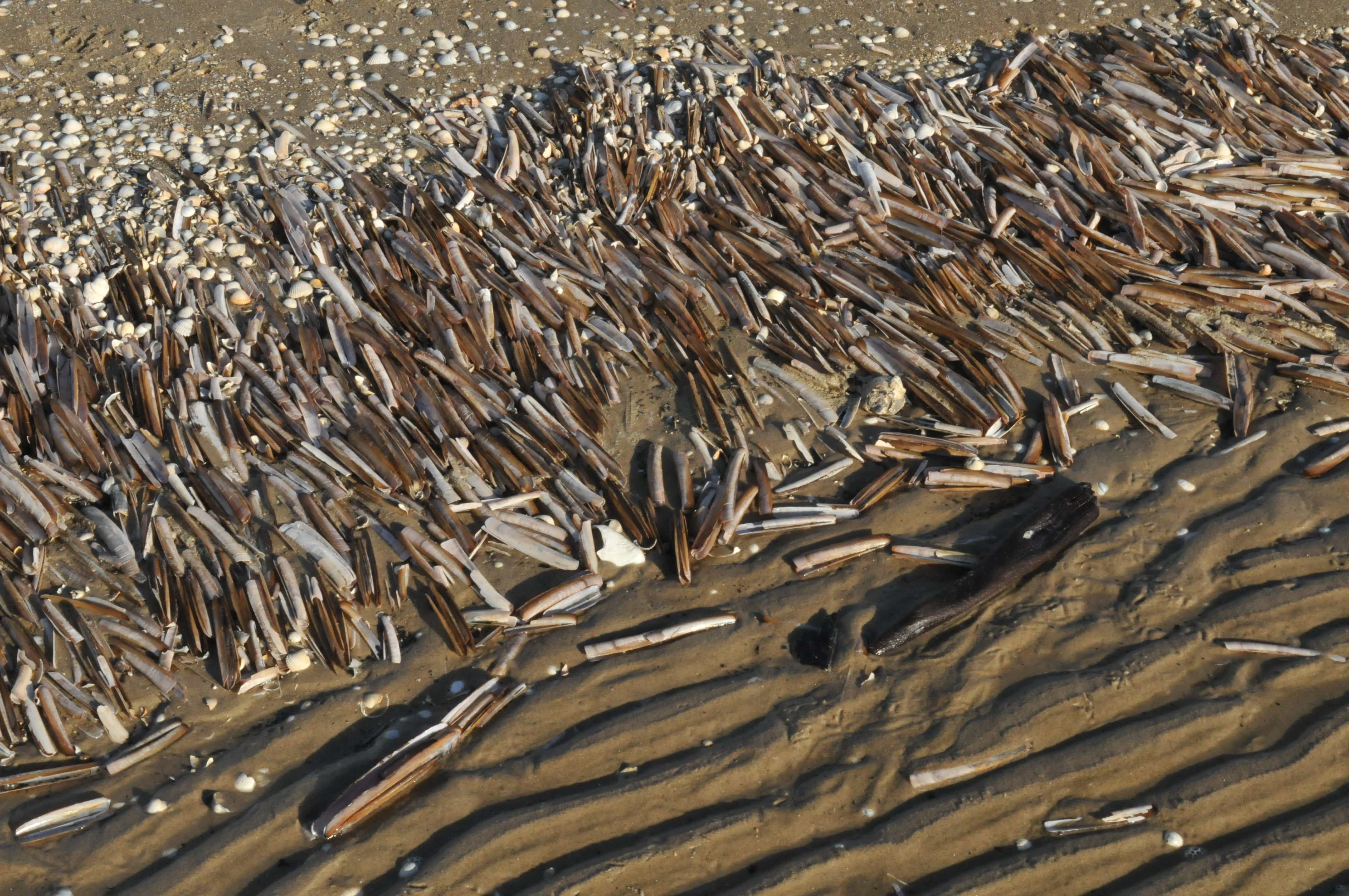